# 茉莉花鱂
茉莉花鱂（學名：Poecilia latipinna）是輻鰭魚綱鯉齒目花鱂科的其中一種，又可稱為帆鰭茉莉，台灣俗名：茉莉魚、摩利魚、摩麗、茉莉、茉莉胎鱂。

## 分布
本魚原產於美國北卡羅萊那州到墨西哥維拉克魯斯州的費爾岬流域。引進世界各地，並有多種人工改良品種。

## 特徵
本魚野生種呈現斑駁的銀綠色，有些還帶有彩虹色，人工飼養的也有短身型的個體，同樣有著金、銀、黑基本三色，也有白化個體的出現，容易與黑花鱂（Poecilia sphenops）、帆鰭花鱂（Poecilia velifera）之間雜交，雜交出的後來是可育的，也能與其近親孔雀魚（Poecilia reticulata）雜交，但雜交出的居多都是不育的雄魚。具有性別二態性，雄魚背鰭豎直，就像似一片帆，背鰭是不超過15條鰭條的，超過15條的，介於15～19條鰭條的可能就是與帆鰭花鱂的雜交個體，近似帆鰭花鱂的雄魚，但帆鰭花鱂雄魚的體型會更大及背鰭也會更寬大，帆鰭花鱂雄魚體長範圍約1.3～12.5公分(0.5～3英寸)，雌魚體長範圍約1.3～11公分(0.5～2.5 英寸)，最大體長可到15公分(5.9英寸)，用來引誘雌魚或向其他雄魚挑戰。雄魚臀鰭呈棒狀結構，雌魚臀鰭則呈三角狀或扇狀結構，用來與雌魚完成體內受精。為一種卵胎生魚類。

## 生態
本魚在淡水流域、河口的鹹淡水混合區域居可棲息，耐污能力強，在低溶氧下亦可存活，屬雜食性，以藻類及有機碎屑、昆蟲、蠕蟲、甲殼類等為食物來源。

## 經濟利用
本魚為高經濟價值的觀賞魚。